# Scarlett Byrne
Scarlett Hannah Byrne (* 6. října 1990, Londýn) je anglická herečka, známá především svou rolí Pansy Parkinsonové ve filmech Harry Potter a rolí Lexi v televizním seriálu Falling Skies.

## Kariéra
Svoji hereckou kariéru započala v roce 2005 v krátkometrážním filmu CryBaby, než ztvárnila Chloe Danielsovou v jedné epizodě britského televizního dramatu Doctors. Poté se ucházela o roli Lenky Láskorádové ve filmu Harry Potter a Fénixův řád.
V roce 2009 získala roli Pansy Parkinsonové v šestém filmu populární série Harry Potter (Harry Potter a Princ dvojí krve). Stejnou roli si pak zopakovala i ve dvou následujících filmech. Po skončení ságy si zahrála roli Brittany v Placid: poslední kapitola a objevila se v několika videích, jejichž autorkou byla její kolegyně z Harryho Pottera Jessie Caveová, na webu Pindippy.
V roce 2013 si zahrála roli Sáry v krátkometrážním filmu Lashes. Také si zahrála Lisu v akčním thrileru Skybound, kde hrála společně s Gavinem Stenhousem. Poté se stala stálým členem hereckého obsazení čtvrté řady sci-fi Falling Skies. Kvůli práci na této řadě se přestěhovala do Vancouveru v americkém státě Washington. 

## Filmografie
| Rok                 | Název                                  | Role                      | Poznámka               |
| ------------------- | -------------------------------------- | ------------------------- | ---------------------- |
| 2005                | CryBaby                                | —                         | krátkometrážní         |
| 2008                | Doctors                                | Chloe Daniels             | Epizoda: "Kiss My Asp" |
| 2009                | Harry Potter a Princ dvojí krve        | Pansy Parkinsonová        | vedlejší role          |
| 2010                | Harry Potter a Relikvie smrti – část 1 | Pansy Parkinsonová        | malá role              |
| 2011                | Harry Potter a Relikvie smrti – část 2 | Pansy Parkinsonová        | vedlejší role          |
| 2012                | Lake Placid: The Final Chapter         | Brittany                  | vedlejší role          |
| 2013                | Lashes                                 | Sarah                     | krátkometrážní         |
| 2014-do současnosti | Falling Skies                          | Alexis "Lexi" Glass-Mason | od 4. řady             |
| 2015                | Sorority Murder                        | Jennifer Taylor           | postprodukce           |
| 2015                | Skybound                               | Lisa                      | postprodukce           |
| 2015                | Upíří deníky                           | Nora                      | 7. řada                |

## Osobní život
6. srpna 2015 se zasnoubila s třiadvacetiletým synem Hugha Hefnera Coopera z Londýna.